# Convento de San Antonio de Padua (Garrovillas de Alconétar)
El convento de San Antonio de Padua es un convento del siglo XV en ruinas ubicado a las afueras de la villa española de Garrovillas de Alconétar, en la provincia de Cáceres.
Fue fundado en 1476 como convento para los monjes de la Orden Franciscana, quienes lo ocuparon hasta su exclaustración en la desamortización de Mendizábal en 1835. El convento fue saqueado por los vecinos de la villa en 1843, tras extenderse un bulo que afirmaba que aquí se guardaban grandes riquezas, quedando el edificio en ruinas desde entonces. 
El edificio está declarado Bien de Interés Cultural desde 1991 y está inscrito en la Lista Roja de Hispania Nostra desde 2007.

## Localización
Se ubica en las afueras occidentales de la villa, accediéndose a las ruinas desde el casco antiguo a través de la calle San Francisco. Esta calle une la iglesia de Santa María de la Consolación en el casco antiguo de la villa con la ermita del Cristo del Humilladero en su límite occidental, y se prolonga al oeste en un camino de unos cien metros que lleva de la ermita al convento. En el camino de la ermita al convento existía hasta principios del siglo XIX un calvario.

## Historia

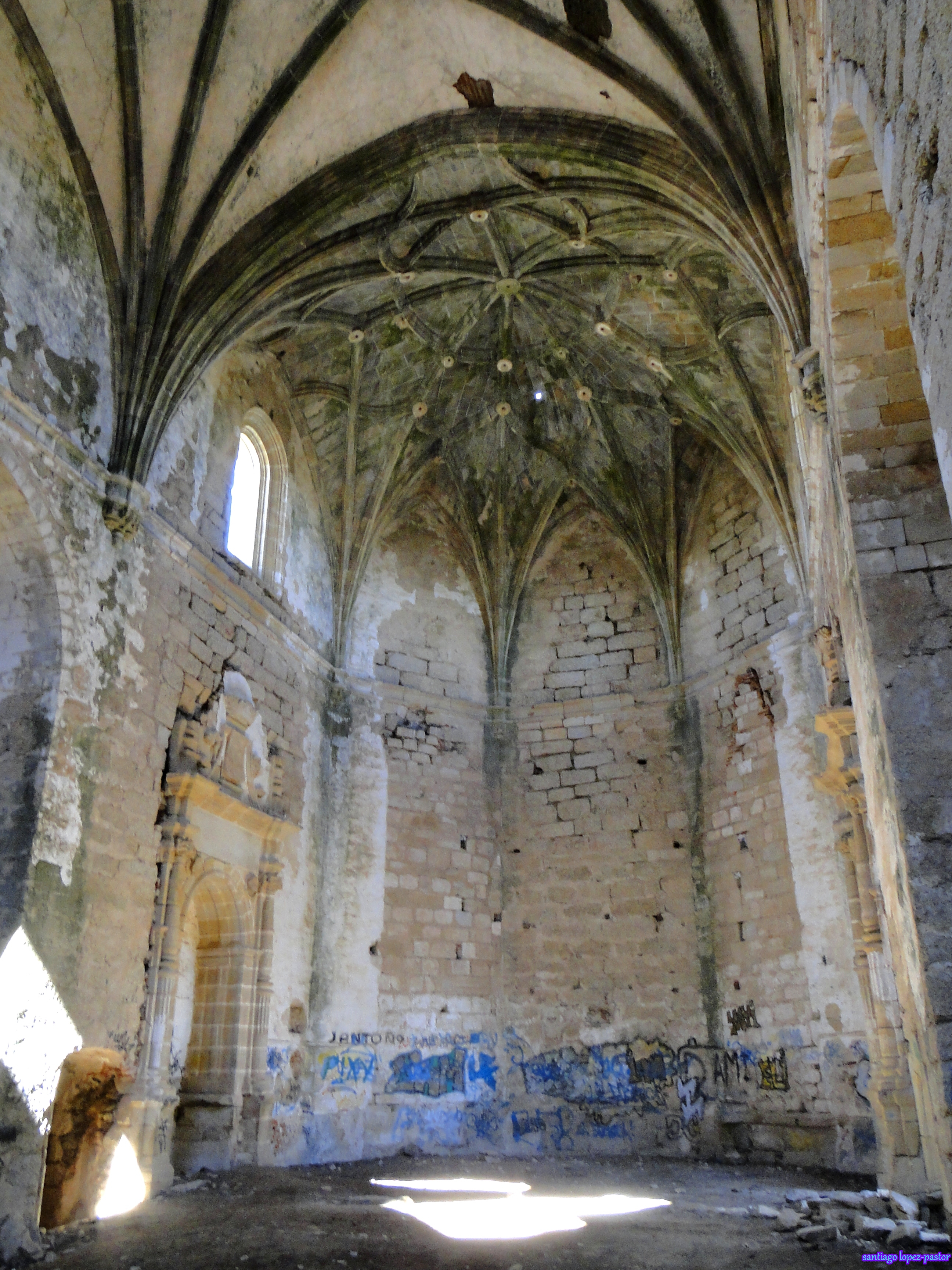
Ruinas del templo conventual

Este convento de la Orden Franciscana fue fundado en 1476 por Enrique Enríquez de Mendoza, I conde de Alba de Liste, y su mujer María de Guzmán. En 1475, durante la guerra de sucesión castellana, el conde había sido hecho prisionero de guerra por Alfonso V de Portugal en la batalla de Toro, y María de Guzmán prometió fundar un convento en Garrovillas si su marido era liberado. En 1497, la reina Isabel la Católica, que venía de la boda de su hija Isabel en Valencia de Alcántara, se encontró en este convento con su marido el rey Fernando el Católico, quien le comunicó aquí el fallecimiento de su hijo Juan, príncipe de Asturias.
El complejo tuvo numerosas obras de reforma en los siglos posteriores, destacando una obra dirigida por Pedro de Ibarra en 1556 que supuso un aumento de altura de la iglesia, una gran reforma promovida por Luis Enríquez de Guzmán entre 1656 y 1661 con dinero recaudado en sus virreinatos y la construcción de un oratorio en 1668 con donativos de los garrovillanos.
La exclaustración del convento tuvo lugar en 1835, como consecuencia de la desamortización de Mendizábal. En los años inmediatamente posteriores, se extendió por la villa un bulo que señalaba que el convento albergaba importantes riquezas, lo que provocó que los garrovillanos planearan saquearlo. Ante la amenaza, en mayo de 1842 se trasladaron varias imágenes del convento a los templos parroquiales de San Pedro y Santa María y al convento de las Jerónimas. En diciembre de 1842 se produjo el primer ataque, cuando los vecinos quemaron los retablos creyendo que albergaban grandes cantidades de oro. Finalmente, el saqueo que dejó el convento en ruinas fue llevado a cabo por los garrovillanos en enero de 1843.
A finales del siglo XX se llevaron a cabo movimientos tanto dentro como fuera de la villa para intentar salvar el edificio. En este contexto, el edificio fue declarado Bien de Interés Cultural por la Junta de Extremadura en 1991 y fue inscrito en la Lista Roja de Hispania Nostra en 2007. Pese a las buenas intenciones de todas las partes, la reconstrucción resultaba imposible al estar la propiedad del inmueble repartida entre más de treinta herederos, a muchos de los cuales les costaba encontrar su propia documentación de propiedad. En 2020, los propietarios donaron el inmueble a la Junta de Extremadura, que en los meses posteriores presentó un proyecto de rehabilitación; esta obra, que costará unos cien mil euros, tendrá como objetivo consolidar las partes del edificio que están en peor estado y cerrar el inmueble a visitas que puedan implicar riesgos, quedando el edificio muy lejos de una reconstrucción completa.

## Descripción

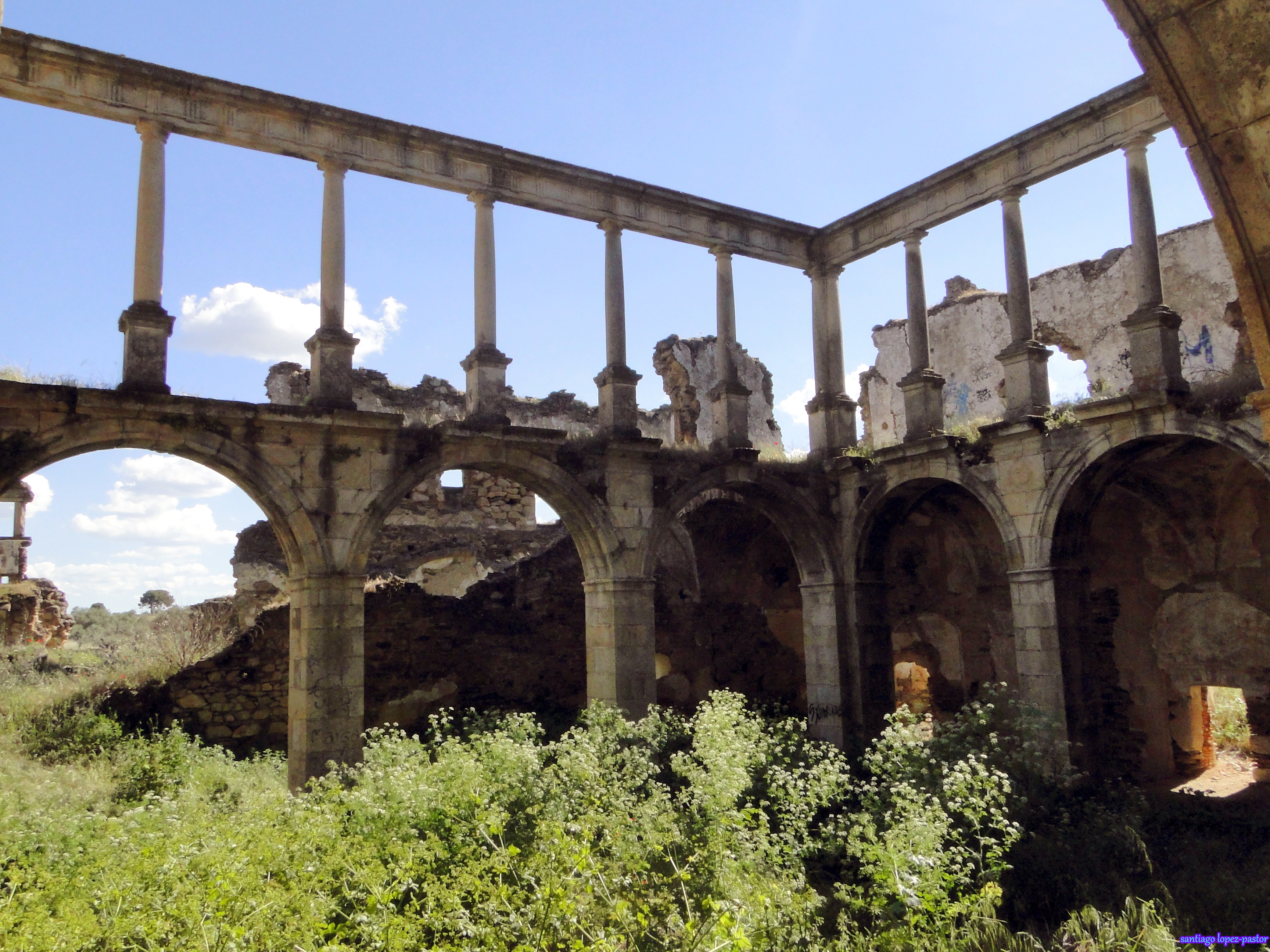
Ruinas del claustro

Aunque el complejo se halla actualmente en un estado lamentable, se conserva la estructura del templo conventual y del claustro, mientras que el conjunto de las áreas ruinosas permite ver la extensión que abarcaba el convento, de 3519 m² de parcela catastral.
El templo conventual, de estilo renacentista y construido en sillería granítica, es la parte más destacada del complejo. Se estructura en una sola nave cubierta con bóveda de crucería, unida al complejo por el lado de la epístola. Se accede al templo a través de una puerta principal en el imafronte, sobre la cual hay una ventana para iluminar el coro, y a través de una puerta lateral en el lado del evangelio, con arquivoltas formando un arco ligeramente apuntado. El ábside es ochavado y en cada lado hay dos capillas laterales que en su época albergaron enterramientos de los Condes. El coro se asienta sobre un atrevido arco escarzano. La fachada del templo alberga un escudo de la Casa de Alba de Liste, en el cual, como recuerdo del origen del convento, se muestra a Enrique Enríquez de Mendoza con un dogal en el cuello.
Del claustro renacentista se conservan íntegros sus dos pisos, pese a estar rodeado por estructuras desaparecidas o ruinosas. La planta baja tiene pilares de sillería cuadrangulares, que sostienen en cada lado tres arcos de medio punto. Sobre ellos, en cada lado de la planta alta hay un conjunto de cinco columnas toscanas que, junto con las cuatro de las esquinas, se apoyan en alto pedestal y sostienen una cornisa adornada con triglifos y metopas lisas.